# Real Federación Aeronáutica Española
La Real Federación Aeronáutica Española (RFAE) es una entidad española que reúne a federaciones deportivas de ámbito autonómico, asociaciones y clubes deportivos, deportistas, técnicos y jueces, dedicados a la práctica de las especialidades deportivas aéreas. La RFAE es miembro activo de la Federación Aeronáutica Internacional.

## Historia
La RFAE adoptó su actual denominación el 5 de abril de 1997, sustituyendo la Federación Española de los Deportes Aéreos (FENDA).
Actualmente tiene su sede en el Aeródromo de Cuatro Vientos en Madrid.

## Estructura
Agrupa las siguientes especialidades deportivas integradas en la modalidad "Deportes aéreos":
- Aeromodelismo
- Aerostación
- Ala Delta
- Paracaidismo
- Parapente
- Paramotor
- Ultraligeros
- Vuelo Acrobático
- Vuelo a Vela
- Vuelo con Motor

## Misión
La principal misión de la RFAE es potenciar la práctica de los deportes aéreos en España.

## Funciones
Entre las funciones de la RFAE destacan las siguientes:
- Califica y organiza actividades y competiciones oficiales de ámbito estatal.
- Organiza o tutela las competiciones de carácter internacional que se celebran en España.
- La RFAE ostenta la representación de España en las actividades y competiciones deportivas aéreas oficiales de carácter internacional celebradas fuera y dentro del territorio español. Es su competencia la elección de los deportistas que han de integrar las selecciones nacionales.
- Reconoce a los clubes deportivos aéreos mediante una certificación. Los clubes deportivos deben de estar inscritos en la RFAE para participar en competiciones de carácter oficial y de ámbito estatal.
- La RFAE expide o habilita la licencia necesaria para poder participar en actividades o competiciones deportivas oficiales de ámbito estatal.

## Comisiones técnicas de especialidades aerodeportivas
Está constituida una Comisión Técnica de Especialidad por cada una de las especialidades deportivas que integran la RFAE.
Estas comisiones tienen como misión la dirección, promoción y control de las actividades de su especialidad aerodeportiva.

### Funciones de cada comisión
- Elaboración del programa anual de actividades y competiciones estatales e internacionales.
- Aprobación de las modificaciones de los Reglamentos Técnicos y de Competición en los deportes que se encuentre a su cargo, así como los jueces que intervendrán en las competiciones nacionales e internacionales de su especialidad.